# Valter Longo
Valter D. Longo (nascido em 1967) é um biogerontologista e biólogo celular ítalo-americano conhecido por seus estudos sobre o papel do jejum e dos genes de resposta a nutrientes na proteção celular, envelhecimento e doenças, e por propor que a longevidade é regulada por genes e mecanismos semelhantes em muitos eucariotos. Atualmente, é professor da USC Davis School of Gerontology, com uma nomeação conjunta no departamento de Ciências Biológicas, e também atua como diretor do USC Longevity Institute.

## Infância e Educação
Valter Longo nasceu em Gênova, Itália, filho de pais calabreses. Ele mudou-se para Chicago, nos Estados Unidos, durante a adolescência, com o objetivo de se tornar guitarrista profissional de rock e foi morar com parentes.
Durante esse período, Longo observou que seus familiares nos Estados Unidos, que seguiam dietas ricas em gordura, carne e açúcar, sofriam de doenças cardiovasculares, algo raro entre seus parentes na Itália. Para pagar a faculdade, ele entrou na Reserva do Exército dos Estados Unidos e participou do treinamento de recrutas em Fort Knox.
Posteriormente, frequentou a Escola de Música da Universidade do Norte do Texas, renomada por seu curso de jazz, onde estudou com Dan Haerle e Jack Petersen. Durante o curso, Longo decidiu mudar de foco para estudar nutrição e longevidade, inspirado por suas observações e pela experiência no treinamento militar.
Ele graduou-se em bioquímica pela Universidade do Norte do Texas em 1992.
Em 1992, Valter Longo juntou-se ao laboratório do pioneiro em restrição calórica Roy Walford no Departamento de Patologia da UCLA, onde estudou os efeitos da restrição calórica no envelhecimento do sistema imunológico.
Em 1994, Longo transferiu-se para o Departamento de Bioquímica da UCLA, onde concluiu seu doutorado em Bioquímica em 1997. Sob a orientação de Joan Valentine, ele estudou enzimas antioxidantes e genes relacionados ao antienvelhecimento.
Após o doutorado, Longo completou seu treinamento de pós-doutorado em neurobiologia da doença de Alzheimer sob a orientação de Caleb Finch na Universidade do Sul da Califórnia (USC) em 2000.

## Carreira
Desde 2000, Valter Longo é membro do corpo docente da Escola de Gerontologia USC Davis e do Centro de Gerontologia Ethel Percy Andrus. Ele é cofundador do programa de doutorado em Biologia do Envelhecimento/Gerociências da Universidade do Sul da Califórnia (USC) e diretor do Instituto de Longevidade da USC.
Junto com Maria Henke, ele fundou o primeiro programa nacional de nutricionistas registrado focado na extensão da vida saudável e lançou o primeiro programa de estudos no exterior da Escola de Gerontologia USC Davis, um curso de verão sobre nutrição e genética do envelhecimento na Itália.
O Dr. Longo é reconhecido internacionalmente como líder na área de longevidade e doenças relacionadas à idade. Após prolongar a vida de um organismo simples em dez vezes por meio de uma combinação de jejum e mutações genéticas, ele descobriu uma das principais vias de pesquisa da longevidade, a via Tor (alvo da rapamicina – S6K). Seu grupo identificou uma mutação equivalente em humanos, associada à proteção contra câncer, diabetes, declínio cognitivo e doenças cardiovasculares.
Seu laboratório posteriormente descreveu e desenvolveu a Dieta que Imita o Jejum (FMD) e publicou estudos sobre seus efeitos na ativação, reprogramação e regeneração de células-tronco de múltiplos sistemas. Esses esforços resultaram em mais de 30 ensaios clínicos relacionados à longevidade e doenças relacionadas à idade, alguns dos quais demonstraram os efeitos dos ciclos da dieta que imita o jejum na redução da idade biológica, na regressão do diabetes e no aumento da sobrevida em pacientes com câncer.
O professor Longo recebeu diversos prêmios, incluindo: - Nathan Shock Lecture Award do Instituto Nacional do Envelhecimento (NIA/NIH) em 2010, - Vincent Cristofalo Rising Star Award para Pesquisa sobre Envelhecimento em 2013, - Glenn Award para Pesquisa em Biologia do Envelhecimento em 2016, - Reconhecimento como pesquisador altamente citado com um índice H de 71 nos anos de 2021, 2022 e 2023.
Seu livro, A Dieta da Longevidade, é um best-seller internacional, traduzido para 24 idiomas e vendido em 39 países. Em 2018, foi incluído pela revista TIME entre as 50 pessoas mais influentes no setor de saúde.

## Dieta da Longevidade
No que diz respeito à longevidade, Valter Longo promove uma dieta principalmente à base de vegetais, que também inclui peixe. Além disso, ele sugere a implementação de uma alimentação com horário restrito, com janelas diárias de alimentação de 11 a 12 horas.
Sua pesquisa é focada na Dieta que Imita o Jejum (Fasting-Mimicking Diet, FMD). Essa dieta é um programa alimentar com baixo teor de calorias, baixo teor de proteínas, quantidade moderada de carboidratos e alto teor de gordura à base de plantas, que imita os efeitos do jejum periódico ou do jejum com água.
O programa dura cinco dias e tem como objetivo fornecer nutrição ao corpo enquanto imita os benefícios do jejum periódico. Ele é amplamente estudado e considerado uma estratégia eficaz para promover a saúde e reduzir os riscos de doenças relacionadas ao envelhecimento.

## Honras
- Nathan Shock Lecture Award, National Institute on Aging, NIH, 2010[20]
- Vincent Cristofalo ‘Rising Star’ Award for Research on Ageing, 2013
- Glenn Award for Research in the Biology of Aging, 2016
- TIME magazine, 50 most influential people in healthcare, 2018
- Highly Cited Researcher - Highly Cited Award Recipient (world’s top 1:1,000 scientists) 2021, 2022, 2023,2024

## Publicações selecionadas
- Valter Longo bibliography at National Library of Medicine[21]
- Longo, Valter (2 January 2018). The Longevity Diet: Discover the New Science Behind Stem Cell Activation and Regeneration to Slow Aging, Fight Disease, and Optimize Weight. New York: Avery. ISBN 978-0-525-53407-5. Available in 24 languages including Italian, Spanish, French, German, Russian, Portuguese, Chinese.[22]
- ''Fasting Cancer (Il cancro a digiuno). Forthcoming in English on February 4th, 2025 Available in Italian, Spanish, and Portuguese''
- ''Longevity Starts in Childhood (La longevità inizia da bambini). Forthcoming in English. Available in Italian, German, French, Spanish, and Romanian.''
- ''Alla tavola della longevità. Available in English by the Valter Longo Foundation.''